# Challenger Britania Zavaleta 2000
Il Challenger Britania Zavaleta 2000 è stato un torneo di tennis facente parte della categoria ATP Challenger Series nell'ambito dell'ATP Challenger Series 2000. Il torneo si è giocato a Puebla in Messico dal 20 al 26 novembre 2000 su campi in cemento.

## Vincitori

### Singolare
Brandon Hawk ha battuto in finale  Anthony Dupuis per 7–6(6), 6–3.

### Doppio
Zack Fleishmann /  Jeff Williams hanno battuto in finale  Ivo Heuberger /  Ville Liukko per 6–3, 6–4.